# یوهان گئورگ گملین
یوهان گئورگ گملین (آلمانی: Johann Georg Gmelin؛ زاده ۸ اوت ۱۷۰۹ درگذشته ۲۰ مهٔ ۱۷۵۵) یک شیمی‌دان اهل آلمان بود.